# Мала Черепівка
Мала Черепівка (до 2018 року — Черепівка) — село (до 2016 року — селище) в Україні, у Роменському районі Сумської області. Населення становить 207 осіб. Входить до складу Недригайлівської селищної громади. До 2020 року орган місцевого самоврядування — Тернівська селищна рада.

## Географія
Село Черепівка розташоване в урочищі Зайцеве. На відстані 5 км розташоване село Черепівка (Конотопський район). По селу протікає пересихаючий струмок із греблею.

## Історія
12 червня 2020 року, відповідно до розпорядження Кабінету Міністрів України № 723-р «Про визначення адміністративних центрів та затвердження територій територіальних громад Сумської області», село увійшло до складу Недригайлівської селищної громади.
19 липня 2020 року, в результаті адміністративно-територіальної реформи та ліквідації Недригайлівського району, село увійшло до складу новоутвореного  Роменського району.